# Газобаллонное оборудование автомобиля

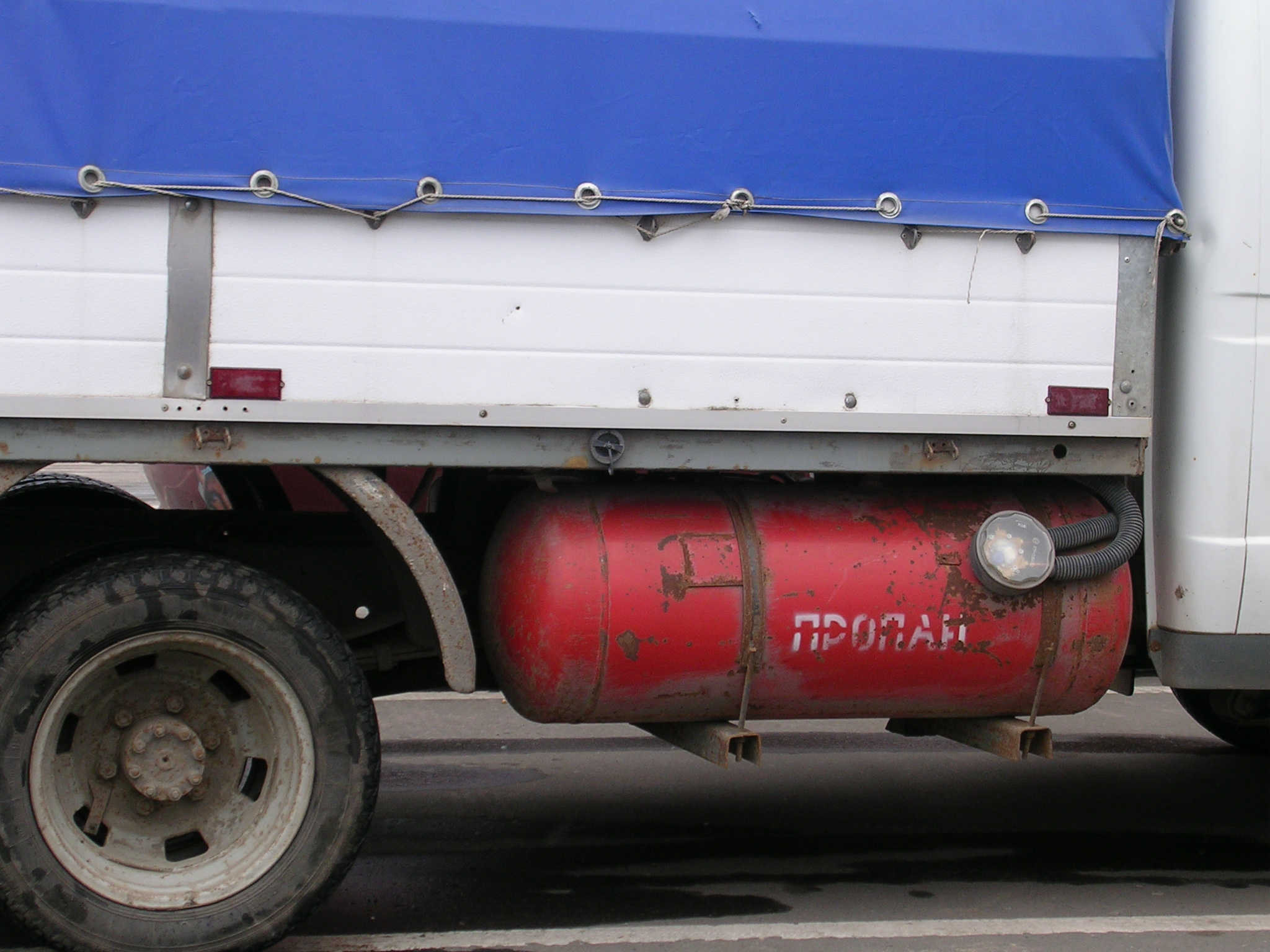
Баллон со сжиженным углеводородным газом на «Газели»

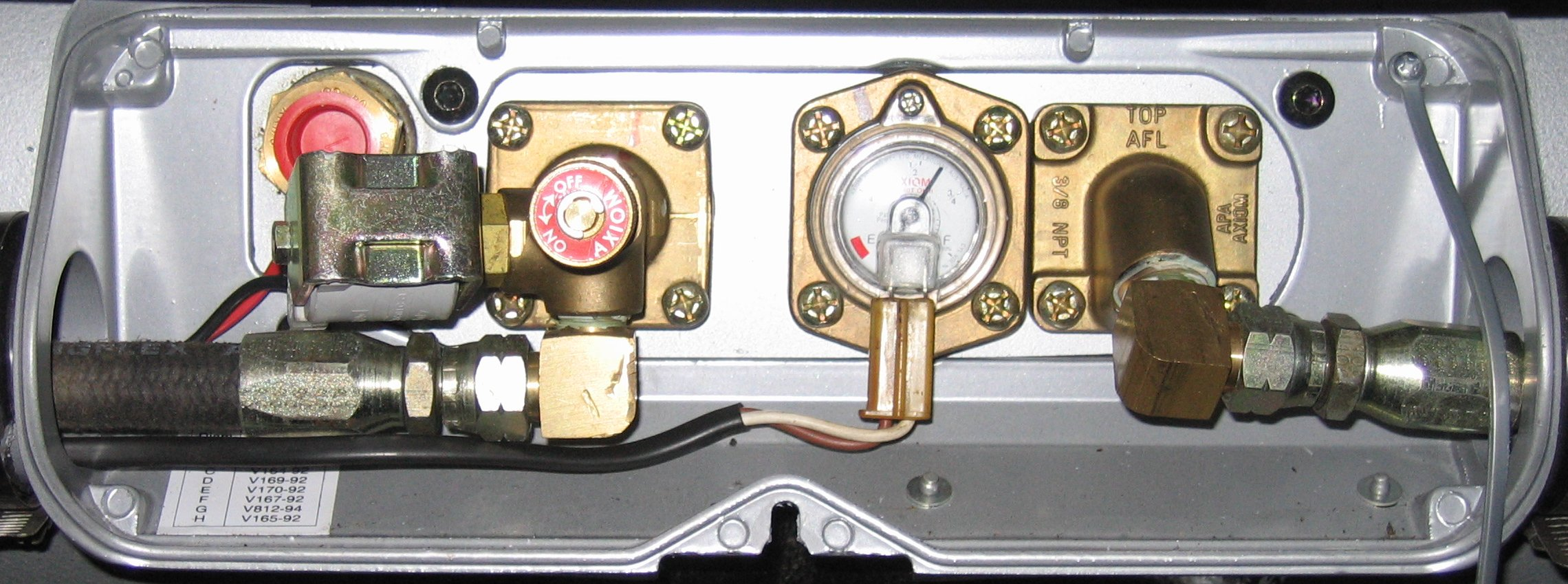
Газозаправочная аппаратура на автомобиле

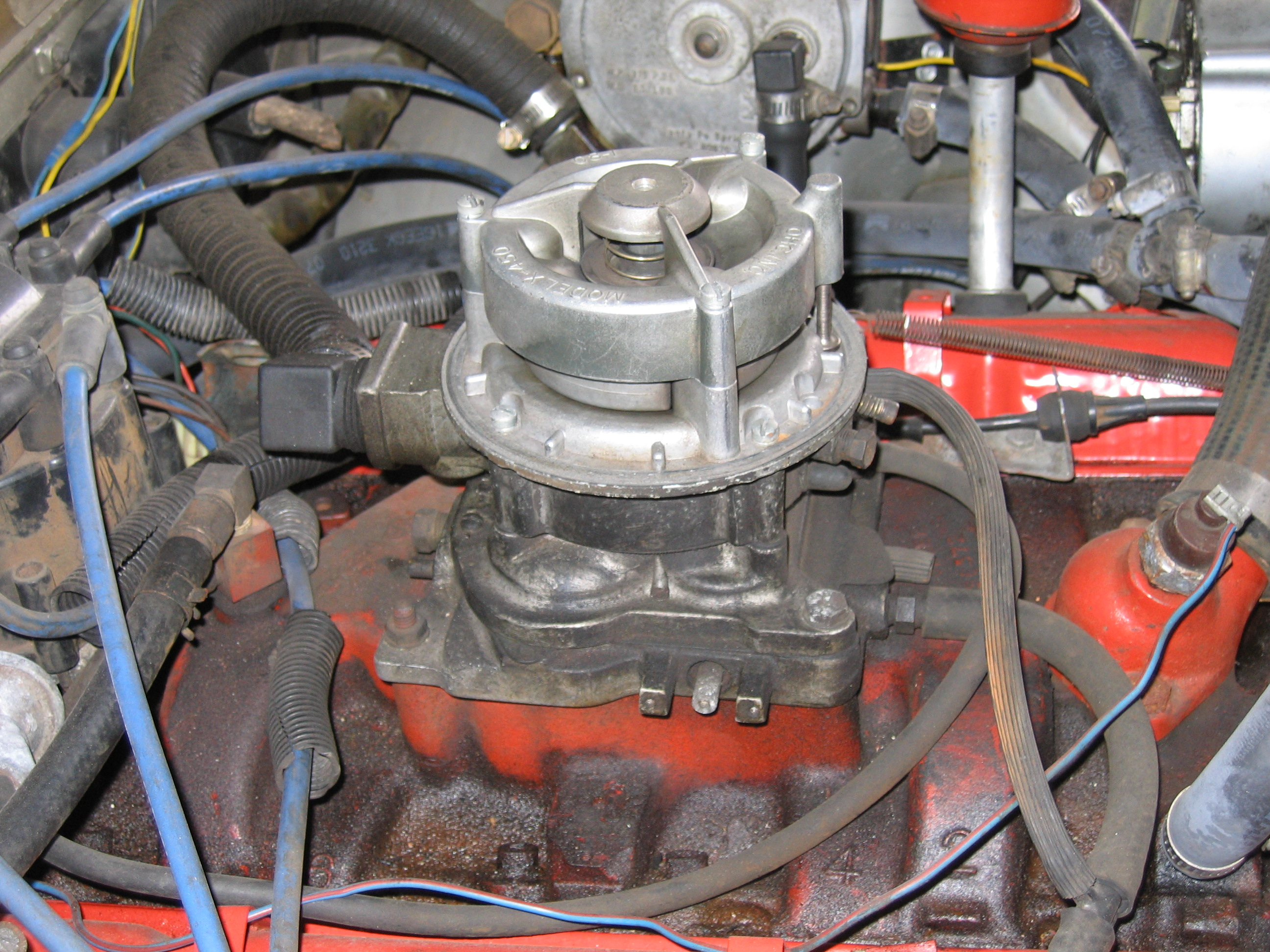
Карбюратор-смеситель

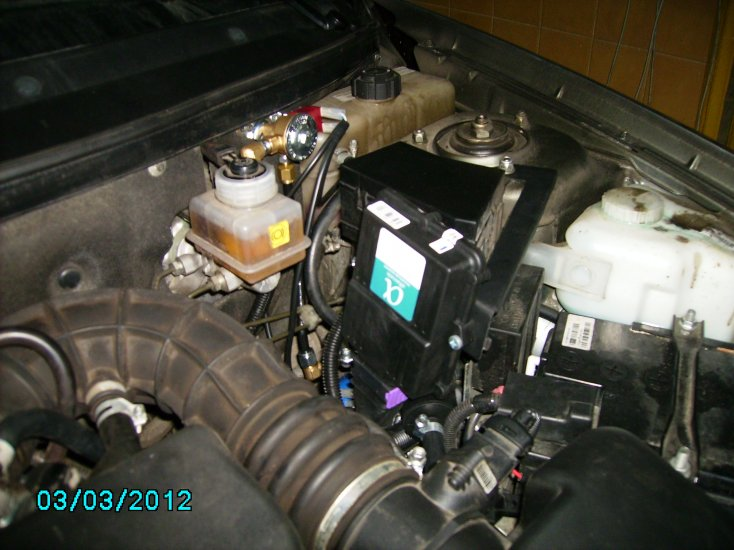
Электронный блок управления газовым оборудованием установленный в подкапотном пространстве

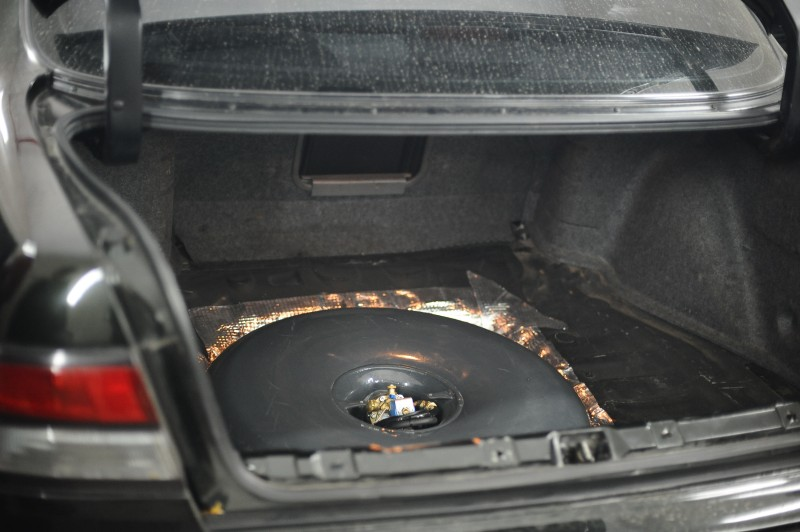
Тороидальный газовый баллон, установленный в багажнике автомобиля Nissan Maxima

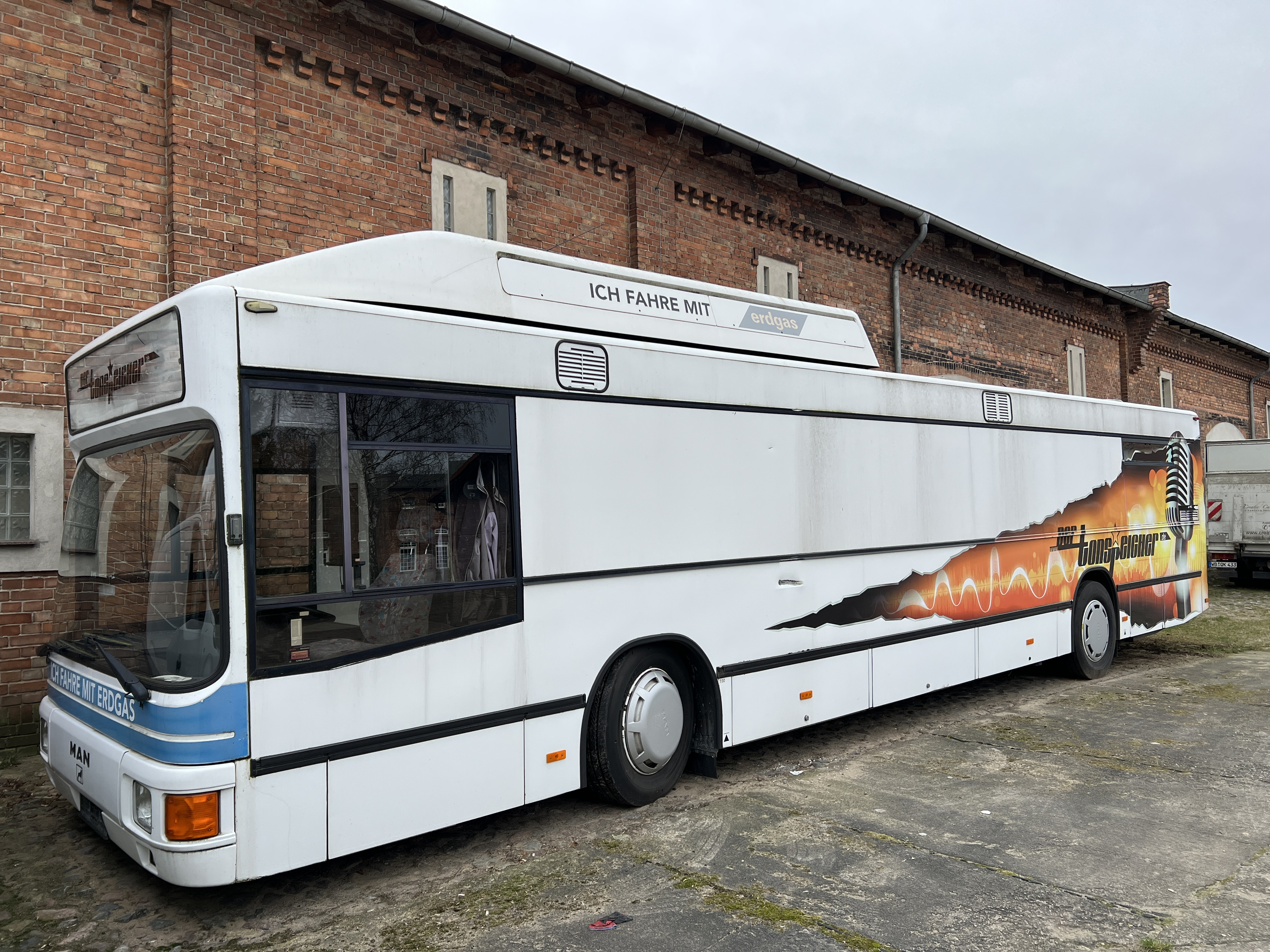
автобус на газу в Германии, баллоны с газом на крыше закрыты декоративными панелями

Для работы на газообразных топливах транспортные средства оснащаются газобаллонным оборудованием (ГБО).
Газобаллонное оборудование (газовое оборудование) автомобиля — дополнительное оборудование, позволяющее хранить и подавать в двигатель внутреннего сгорания (ДВС) газообразное топливо.
В зависимости от вида применяемых газообразных топлив и типа двигателей автомобили производятся или переоборудуются в газобаллонные автомобили: однотопливные, двухтопливные с независимым питанием двигателя одним из топлив и двухтопливные с одновременной подачей двух топлив (газодизели).
К газообразным автомобильным топливам относятся:
- компримированный (сжатый) природный газ (КПГ) — метан;
- сжиженный нефтяной газ (СНГ) — пропан-бутановая смесь.

В зависимости от применяемого газового топлива принципиальные схемы систем питания имеют свои специфические особенности и одновременно общие элементы. Для классификации систем ГБО используют термин «поколения». Хотя, на данный момент, официально утверждённой международной классификации автомобильного ГБО не существует, в профессиональных кругах сложилась определённая градация.
Сжиженный нефтяной газ широко используется в качестве «зеленого» топлива, поскольку его использование снижает выбросы CO2 примерно на 15% по сравнению с бензином.

## История
- 1823 г. — англичанин Самуэль Браун построил газовый двигатель внутреннего сгорания на светильном газе.
- 1842 г. — Дрейк (Англия) запатентовал (патент № 562) газовый двигатель с калильным зажиганием.
- 1860 г. — выдан патент французу Жану Этьену Ленуару, наладившему затем выпуск ДВС на светильном газе.
- 1928 г. — прошла испытания газогенераторная установка конструкции профессора В. С. Наумова на шасси грузовика FIAT 15 Ter.

В 1935 году испытательный пробег газогенераторных автомобилей ЗИС-5 и ГАЗ-АА, оснащённых газовыми двигателями и газогенераторами, по маршруту Москва — Ленинград — Москва. В качестве топлива использовался газ, полученный в газогенераторах из древесных чурок, угольных брикетов, торфа. В 1939 году ещё один экспериментальный автомобиль был сделан в Ворошиловске (и в ноябре 1939 года было принято решение о переоборудовании в 1940 году дополнительного количества автомашин городского автопарка на газ - после окончания строительства в городе газонаполнительной станции и изготовления новых комплектов газобаллонного оборудования).

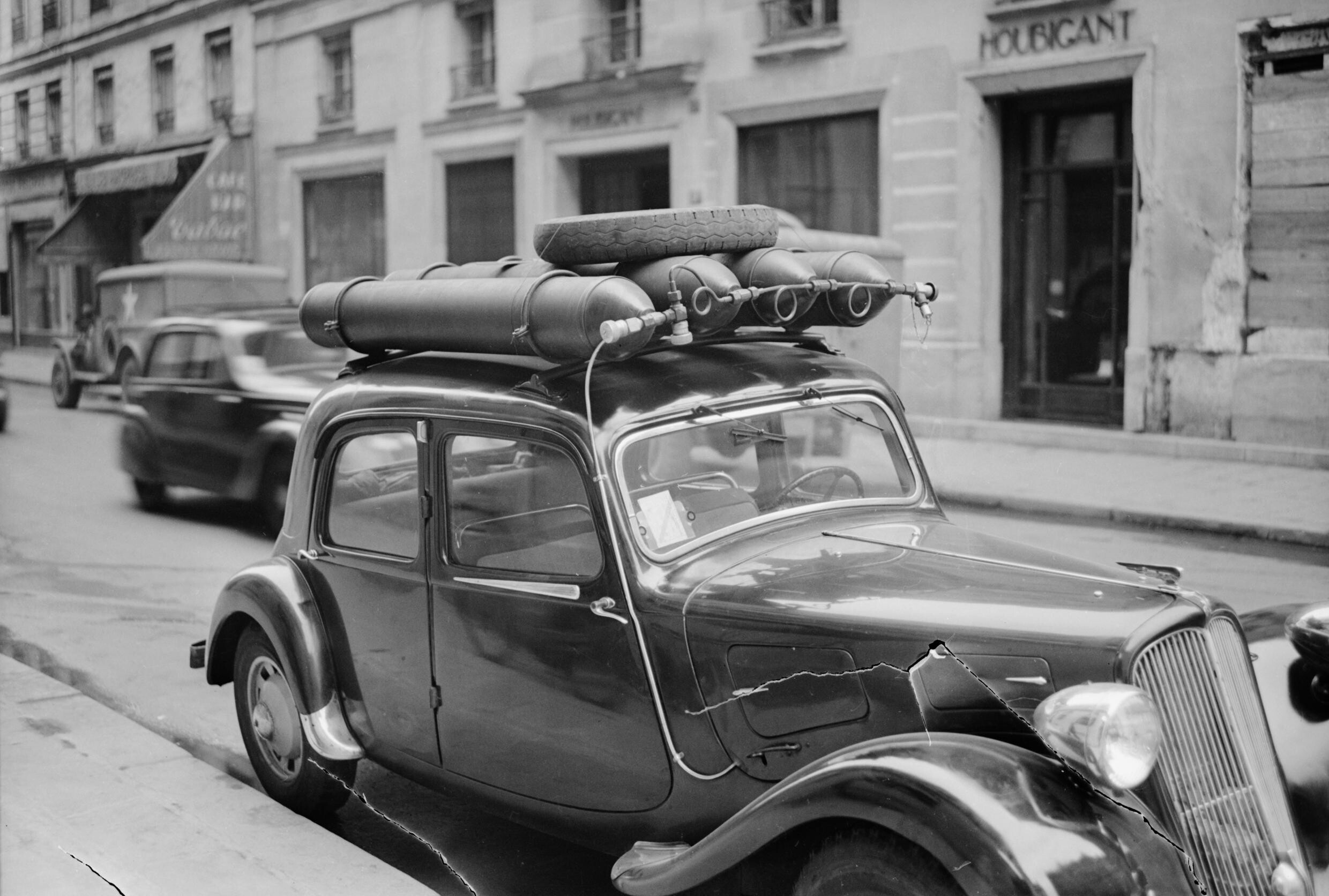
Автомобиль, переоборудованный под использование природного газа. Париж, 1945 год

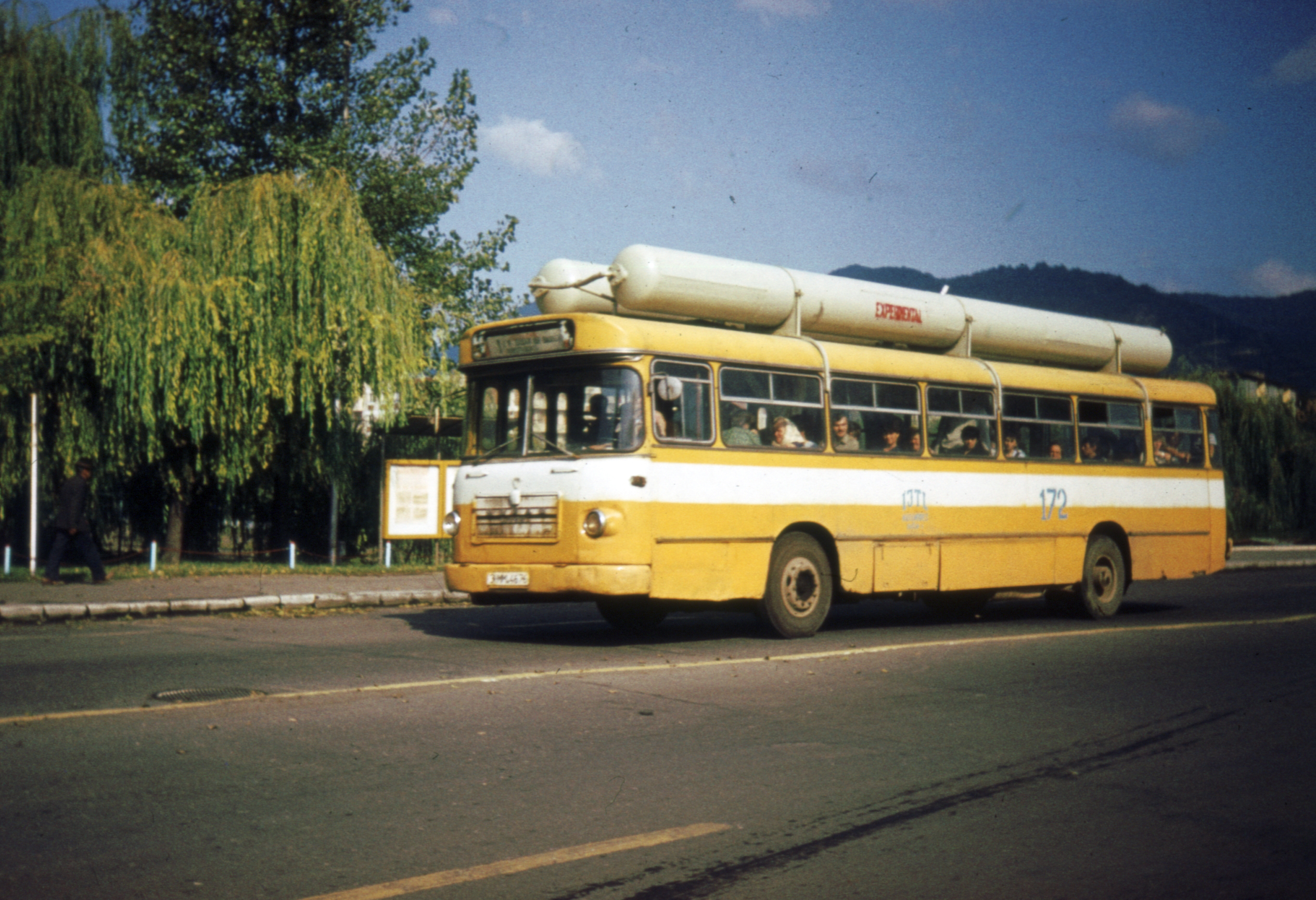
автобус с огромными газовыми баллонами на крыше, Румыния 1980 год

В 1985-1986 гг. испытания экспериментальных автомобилей «Шкода» на биогазе (с двигателями пражского НИИ автомобильных двигателей) проходили в Чехословакии, по результатам их эксплуатации было принято решение о постепенном увеличении числа автомашин на газообразном топливе среди городского транспорта страны.

## Поколения ГБО
Различается карбюраторное и инжекторное оборудование. Имеет нумерацию поколений: первое, второе, третье, четвёртое, пятое и шестое. Используемый газ: пропан-бутан (сжиженный газ), метан (сжатый).
Конструкционно газобаллонное оборудование состоит из:
1. Заправочное устройство
2. Электромагнитный газовый клапан
3. Блок высокого давления
4. Газовый редуктор
5. Дозатор газа
6. Смеситель газа
7. Электромагнитный бензиновый клапан
8. Блок управления электромагнитными клапанами
9. Переключатель вида топлива
10. Манометр высокого давления
11. Трубопроводы и шланги
12. Баллон газовый с арматурой
13. Вариатор УОЗ ГБО

Первое поколение газобаллонного оборудования автомобиля (ГБО)
Принцип работы первого поколения основан на регулировании давления газа, поступающего из редуктора-испарителя, и последующей дозировке количества подаваемого газа механически. Эти системы устанавливали на два типа двигателей: карбюраторные, моновпрысковые.
В первом поколении ГБО используются как вакуумные, так и электронные газовые редукторы (без лямбда-зонда). Это — традиционные устройства со смесителем газа.
В комплект газобаллонного оборудования первого поколения входили как вакуумные, так и электрические редукторы с электронным управлением.
Второе поколение ГБО
Системы второго поколения имеет в своём составе электрический редуктор и электронное дозирующее устройство, которое опирается на сигналы датчика содержания кислорода (лямбда-зонд) в выпускном коллекторе двигателя, датчика положения дроссельной заслонки (англ. TPS — Throttle Position Sensor) и датчика частоты вращения коленвала (англ. RPM). Газовый электронный блок управления (лямбда-контроллер) получает сигналы от указанных выше датчиков и поддерживает необходимый (стехиометрический) состав газовоздушной смеси как на установившихся, так и на переходных режимах работы двигателя.
Третье поколение ГБО
В системах газобаллонного оборудования третьего поколения электронный блок вместе с дозатором распределителем обеспечивает распределённый синхронный впрыск газа во впускной коллектор с помощью механических форсунок.
Электронный блок опирается на сигналы датчика положения дроссельной заслонки (TPS), датчика содержания кислорода в выпускном коллекторе двигателя (лямбда-зонд), датчик частоты вращения коленвала (RPM), датчика абсолютного давления (MAP) и регулирует режим подачи газа.
Индивидуальная подача газа в каждый конкретный цилиндр осуществляется дозирующим устройством — газовым инжектором.
Механические форсунки открываются за счёт избыточного давления в магистрали подачи газа.
Электронный блок ГБО третьего поколения создаёт собственные топливные карты и из-за особенностей конструкции шагового дозатора недостаточно оперативно корректирует состав газовоздушной смеси.
Четвёртое поколение ГБО
Данная система, с помощью электромагнитных форсунок, обеспечивает распределённый последовательный или параллельный впрыска газа. Принцип действия этой системы отличается от предыдущих поколений более точной дозировкой топлива, т.к. подача топлива осуществляется рядом с бензиновой форсункой.
Работа электромагнитных газовых форсунок корректируется при помощи газового блока управления (аналог штатного автомобильного электронного блока управления (ЭБУ) мотором). Газовый блок управления считывает сигналы (сгенерированные бензиновым ЭБУ) идущие на бензиновые форсунки и на их основе производит расчёт сигналов для управления газовыми форсунками. В расчёте порции газа используются данные с датчиков: температура газа, давление газа, температура редуктора, разрежение в коллекторе. Управление впрыском газа фактически осуществляется на основе сигналов штатного ЭБУ. Блокировка подачи бензина осуществляется газовым блоком путём разрыва сигнала на бензиновой форсунке и эмуляции работы бензиновой форсунки для предотвращения образовании ошибки «обрыв форсунки».
На сегодняшний день ГБО IV поколения является наиболее распространённым и используемым типом газобаллонного оборудования.
Поколение ГБО IV+
Например, у компании по производству газобаллонного оборудования BRC это оборудование называется Direct Injection (от англ. Непосредственный впрыск). Это оборудование разработано специально для двигателей с непосредственным впрыском топлива. В виду конструктивной особенности двигателя бензин на холостых оборотах подаётся маленькой порцией непосредственно к свече зажигания. Подавать газ на холостых оборотах нецелесообразно. Газовый блок отличается от четвёртого поколения принципом работы. Теперь он управляет и бензиновыми, и газовыми форсунками одновременно. Для защиты бензиновых форсунок подача топлива через них не прекращается, а ограничивается. В итоге — соотношение до 20% бензина и 80% газа.
Пятое поколение ГБО
Отличительной особенностью пятого поколения автомобильного газобаллонного оборудования является то, что газ подаётся в цилиндры двигателя в жидком состоянии. Для этого система дополнительно оснащается газовым насосом, который заставляет циркулировать жидкий газ из баллона через систему топливных магистралей в рампу газовых форсунок и таким образом создаёт необходимое постоянное давление перед форсунками. Через клапан обратного давления газ возвращается в баллон.
Газовые электромагнитные форсунки подают газ в жидком состоянии. В таких системах сложнее всего было преодолеть обмерзание газовых форсунок. Компания Siemens разработала специальные форсунки для впрыскивания жидкой фазы газа во впускной коллектор. В результате отпала необходимость в установке редуктора-испарителя, и мотор теперь можно запускать в любую погоду сразу на газе.
Газовый блок управления использует бензиновые топливные карты, заложенные в штатный ЭБУ, и вносит лишь необходимые поправки для адаптации к газу.
Слабым местом этой системы является газовый насос. Конденсат и плохое качество газа сводят его ресурс на нет, а неоправданно высокая стоимость делает это оборудование экономически невыгодным.
Шестое поколение ГБО
Принципиально другой подход к двигателю с непосредственным впрыском топлива. Как мы видели раньше, у газовой индустрии уже были попытки обуздать двигатели с непосредственным впрыском топлива, это системы 4+. Но было много ограничений, и всё равно во время эксплуатации приходилось использовать бензин. Это решение выглядит более грамотным и законченным. Для тех, кто ездит на двигателе MPI (обычный инжекторый двигатель), это оборудование не подойдёт. Газовое топливо подаётся через насос высокого давления и бензиновые форсунки прямо в камеру сгорания. В обычных инжекторных моторах нет насоса высокого давления. Газ с помощью электрического насоса в баллоне подаётся в блок клапанов и уже из него — через насос высокого давления и бензиновые форсунки в двигатель. Часть оборудования, а именно: выносное заправочное устройство (ВЗУ), баллон и насос перекочевали из пятого поколения. Новое — это блок клапанов. В блок приходит одновременно 2 топлива: и бензин, и газ, и с помощью системы клапанов подаётся необходимое топливо. Бензин не нужен совсем.
Но не все двигатели можно оснастить таким оборудованием. В список кандидатов не попали моторы с механическим регулятором давления топлива.
И как любая новая технология эта тоже стоит очень недёшево. Цена начинается от 2021 евро.

## Внедрение ГБО в России
В России государство заинтересовано в переводе автопарка с бензина на газомоторное топливо. Проект социальной программы «Развитие рынка газомоторного топлива» предусматривает систему субсидирования, стимулирующую перевод автомобилей на газ. В первую очередь субсидии будут распространяться на производство и разработку автомобилей на газомоторном топливе, а также на перевод на ГБО таксистов, пассажирских и грузовых перевозчиков. Так, для перевода на газ легкового автомобиля государство оплатит 27 000 рублей, а для грузовиков — до 147 000 рублей. Всего за пять лет на все направления программы будет потрачено 187 миллиардов рублей.
На сегодняшний день газовые машины встречаются на всех дорогах России за исключением Магаданской области, Якутии, а также Чукотки. Автовладельцы газомобилей в принципе довольны своими машинами, но всё же, как правило, оставляют себе возможность ездить на бензине на случай если газа не хватит. Так же стоит заметить, что газ хоть и дешевле бензина, но расходуется намного больше.

## ГБО за рубежом

Диаграмма потребления автомобильного газа в 2020 году по странам.:
США
Россия
Китай
Иран
Канада
Саудовская Аравия
Япония
Германия
Мексика
Великобритания
ОАЭ
Италия
другие страны

Во многих странах мира так же практикуется газификация автомобилей, но в разных странах по разному. Если для США или Китая газомоторная машина — это редкость, то например в Германии это обычное явление. К сожалению, пока что не создано единого стандарта АГНКС, поэтому машина, которая газифицирована в той же Германии, может иметь проблемы с заправкой в той же России, впрочем и наоборот. Но машина даже с заводской газификацией как правило имеет бензобак и может работать на бензине.
Как можно заметить по сайту Global Petrol Prices цены на нефтепродукты на этом сайте можно найти практически по всем странам земного шара, когда как цены на автомобильный газ можно найти только по Европейским странам включая Россию, Средней Азии, Сахары и Ближнего Востока.

## Вопросы безопасности
Бытовой газ, как известно, является крайне взрывоопасным веществом, поэтому применяются всяческие меры безопасности. Прежде всего в случае разгерметизации ТА блокируется клапан самого баллона. Также предусмотрен аварийный выпуск газа. Во второй половине 2000-х в программе «Главная Дорога» на НТВ Вилле Хаппасало проводил эксперименты с бензобаком, пропановым и метановым баллоном, опрокидывая их в костёр с подъёмного крана. Бензобак взорвался как только упал в костёр, баллон с пропаном, прежде чем взорваться, пролежал в костре несколько минут, баллон с наиболее взрывоопасным метаном вообще так и не воспламенился. В реальных же ДТП, даже если баллон находится под кузовом, его прочность позволяет избежать утечки газа.

## Перспективы применения вне автомобилей
На сегодняшний день создаются проекты ракет, работающих на газе, но до их реализации в металле, а тем более пуска ещё довольно далеко.